# Stosunki polsko-estońskie

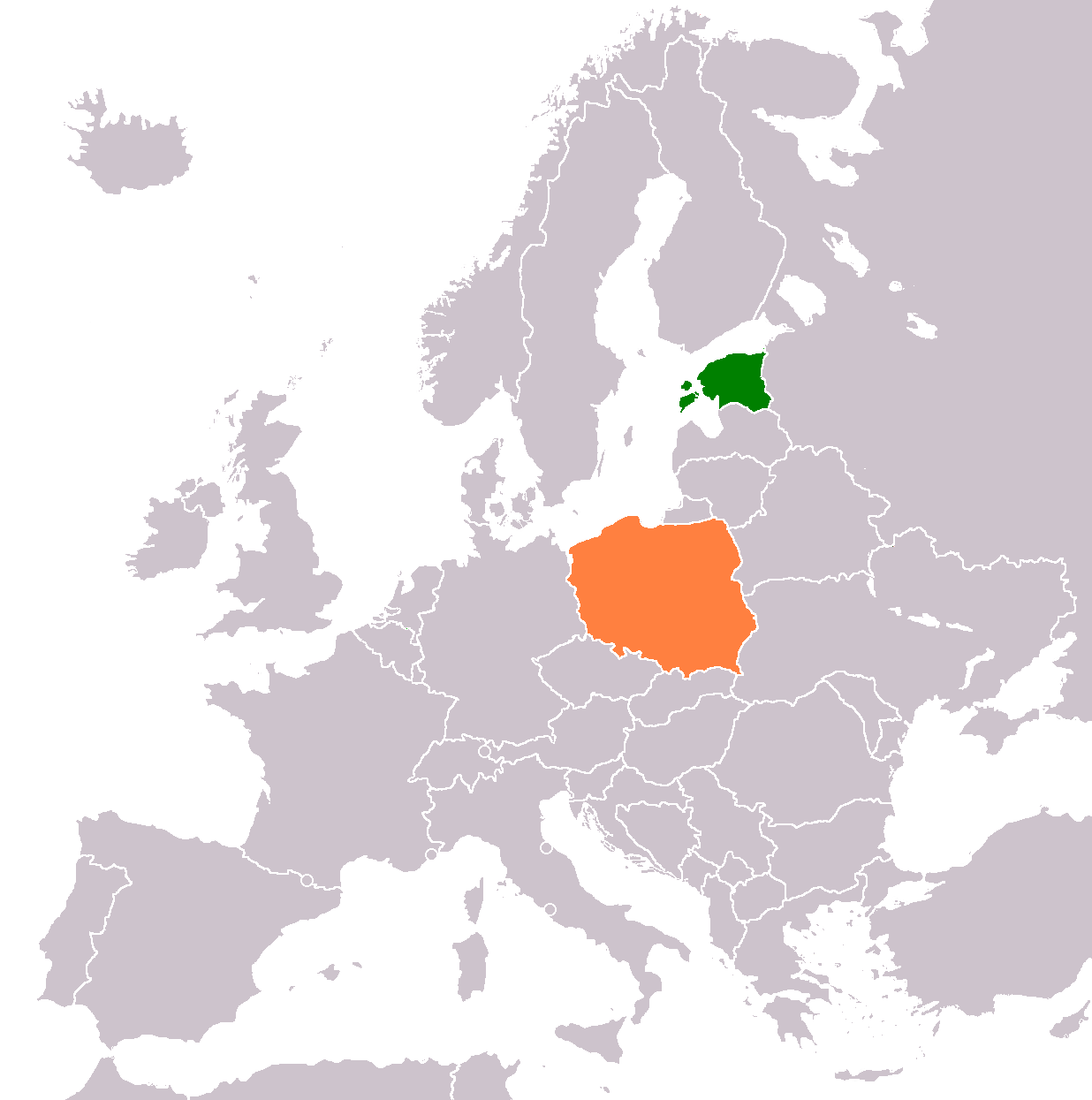
Położenie Polski (na pomarańczowo) oraz Estonii (na zielono) na mapie Europy

Stosunki polsko-estońskie – relacje między Estonią a Polską. Oba państwa są członkami Unii Europejskiej, NATO i Organizacji Narodów Zjednoczonych.

## Historia
Estonia, wówczas znana jako Inflanty, została włączona do terytorium Wielkiego Księstwa Litewskiego, a później do Rzeczypospolitej Obojga Narodów, która stała się Księstwem Inflant pod panowaniem polskim. Inflanty nie zajmowały znaczącej pozycji w historii Rzeczypospolitej, ponieważ były podzielone między Polaków, Szwedów i Duńczyków. Później zostały włączone do władz Imperium Rosyjskiego. 

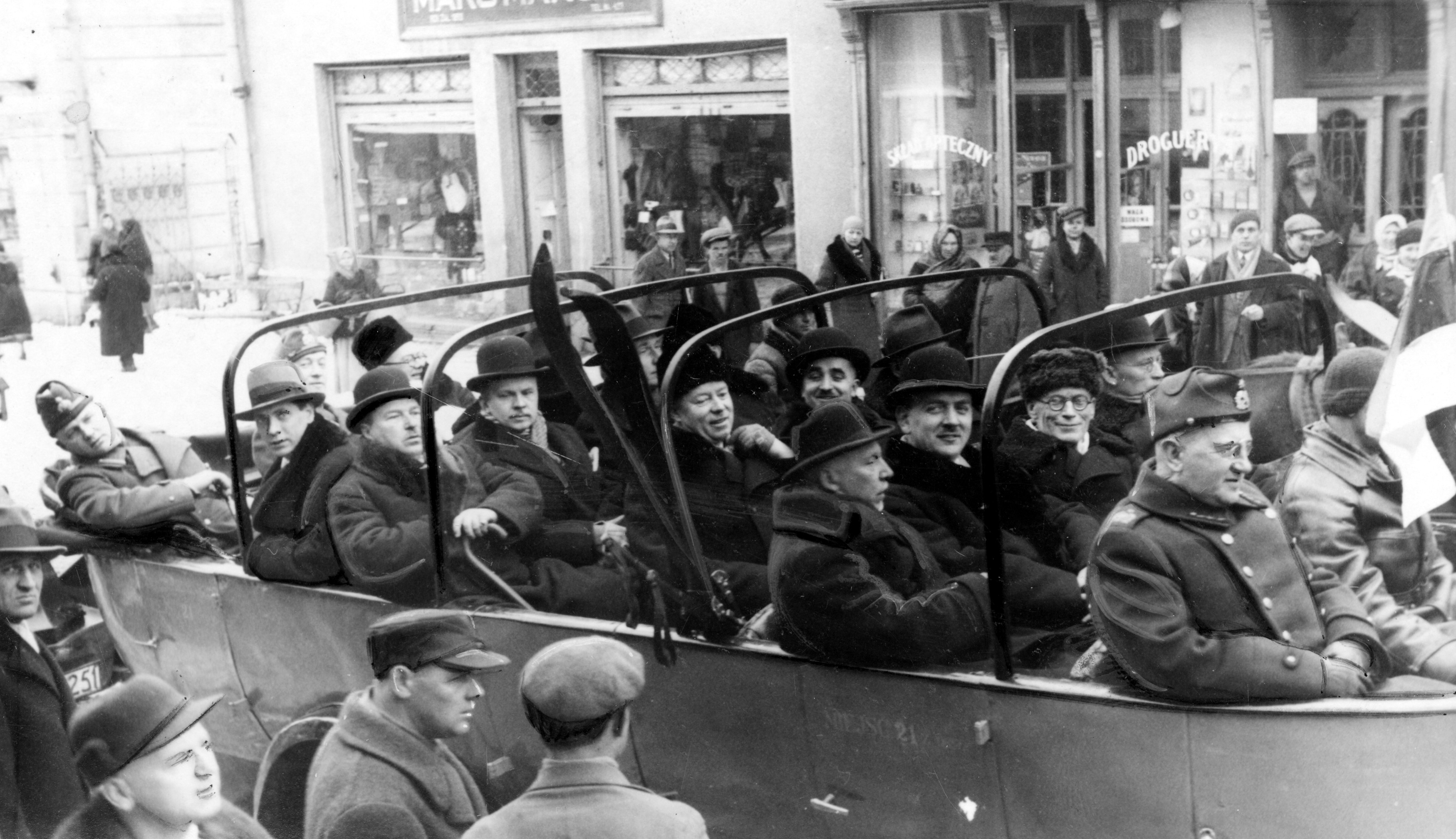
Wizyta estońskich parlamentarzystów w Zakopanem w lutym 1934 roku

Po zakończeniu I wojny światowej zarówno Estonia, jak i Polska uzyskały niepodległość, jednak rosnące inwazje bolszewików spowodowały, że oba państwa stały się jednym wspólnym frontem przeciwko Rosji sowieckiej. Estonia odparła Sowietów w swojej wojnie o niepodległość, a polski sukces w wojnie polsko-radzieckiej pomógł utrzymać niezależność obu państw. Od lat 20. XX w. Polska i Estonia były sojusznikami, choć było między nimi niewiele kontaktów (w głównej mierze poprzez związek bałtycki).
Między 8 a 13 sierpnia 1930 roku oficjalną wizytę w Estonii, na pokładzie statku „Polonia”, eskortowanego przez polskie okręty, złożył Prezydent RP Ignacy Mościcki. W sierpniu 1934 roku odbyła się w Estonii wizyta polskiego plutonu broni pancernej pod dowództwem ppłka. Spałka, która przebiegła w przyjaznej atmosferze i doprowadziła do zakupu w 1935 roku przez Estonię sześciu tankietek TKS, co stanowiło jedyny sukces eksportowy polskich pojazdów wojskowych przed wojną.
Przed II wojną światową polskie Kierownictwo Marynarki Wojennej zakładało, że w razie wojny będzie możliwe korzystanie przez polskie okręty z gościny w estońskich bazach, nie biorąc pod uwagę estońskiej ustawy o neutralności w wojnie morskiej z 1938 roku, będącej efektem deklaracji ryskiej podpisanej przez państwa bałtyckie. Po wybuchu wojny Estonia, usiłująca zachować państwowość pomiędzy mocarstwami, ogłosiła neutralność. Doszło wówczas do incydentu międzynarodowego, kiedy do Tallinna zawinął 14 września 1939 roku polski okręt podwodny „Orzeł” celem wysadzenia chorego dowódcy, po czym został internowany zgodnie z prawem międzynarodowym i ustawą o neutralności, a następnie 18 września zbiegł z internowania. Ucieczka „Orła” została wykorzystana przez ZSRR jako pretekst do pogwałcenia suwerenności Estonii i wymuszenia zainstalowania tam baz wojskowych. Estonia pod naciskiem ZSRR zerwała stosunki dyplomatyczne z polskim rządem na uchodźstwie. Polska trafiła pod okupację niemiecką, a po wojnie znalazła się w strefie wpływów ZSRR, natomiast Estonia została w 1941 roku anektowana przez ZSRR, odzyskując niepodległość dopiero w 1991 roku.

## Współczesność

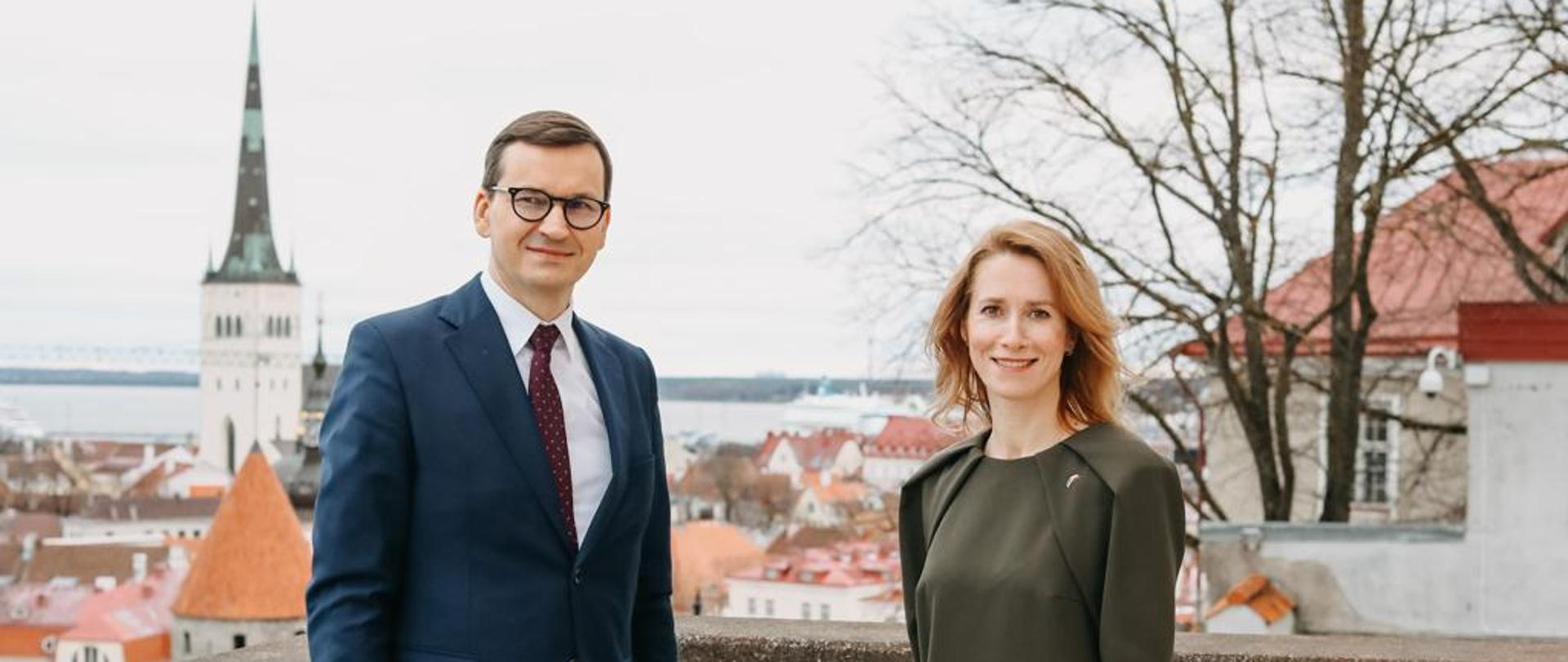
Premier Polski Mateusz Morawiecki i premier Estonii Kaja Kallas podczas spotkania w Tallinnie, 2021

### Polityka i bezpieczeństwo
Stosunki dyplomatyczne między Polską i Estonią zostały odnowione 2 września 1991 roku. Podstawą relacji dwustronnych jest podpisany 2 lipca 1992 roku w Tallinnie traktat o przyjaznej współpracy i bałtyckim dobrosąsiedztwie Od 1993 roku działa Ambasada RP w Tallinnie, a od 1995 roku Ambasada Estonii w Warszawie.
Relacje polityczne opierają się na kontaktach na szczeblu prezydentów, premierów, przewodniczących parlamentów i ministrów. Istotne znaczenie w stosunkach dwustronnych pełni wspólne członkostwo w NATO. Polska bierze udział w  misji patrolowania przestrzeni powietrznej trzech państw bałtyckich w ramach misji Baltic Air Policing.

### Gospodarka
Według danych z 2023 roku wartość obrotów handlowych osiągnęła wartość ponad 2 mld euro z saldem dodatnim po stronie Polski (wartość polskiego eksportu do Estonii wyniosła 1,6 mld euro)
.
Polski eksport do Estonii w 2023 roku obejmował przede wszystkim wyroby przemysłu chemiczne i tworzywa sztuczne (18,4%), artykuły rolno-spożywcze 15,3%), maszyny i urządzenia mechaniczne/elektryczne (15,3%) oraz metale nieszlachetne i wyroby z nich (15,3%), natomiast z Estonii importowano głównie wyroby przemysłu elektromaszynowego (17,7%), drewno i wyroby z drewna (15,3%) i artykuły rolno-spożywcze (14,1%).

### Społeczeństwo, kultura i nauka
Podstawą współpracy obu państw w zakresie nauki i kultury jest umowa międzyrządowa  z 1992 roku. 
Uniwersytet Talliński i Uniwersytet w Tartu prowadzą lektoraty języka polskiego.
W 1997 r. Biblioteka Narodowa Estonii oraz Polska Biblioteka Narodowa stworzyły wspólną wystawę składającą się z ponad 100 pozycji. W Polsce od 2002 roku organizuje się Dni Estońskie, podczas których promuje się sztukę i kulturę Estonii.
Działalność polskiej mniejszości narodowej w Estonii skupia się wokół Związku Polaków w Estonii. 